# Загальна благодать
Загальна благодать — теологічна концепція в протестантському християнстві, яка описує Божу благодать, яка загальна для всього людства або загальна для всіх в тій чи іншій сфері впливу. Вона є загальною, оскільки її переваги переживаються або призначені для всього людства, без відмінності між однією людиною та іншою. Вона також є благодаттю тому, що її без якихось заслуг та суверенно дарує Бог. Загальна благодать відрізняється від кальвінистського розуміння спасительної або спеціальної благодаті, яка поширюється тільки на тих, кого Бог обрав для спасіння.
Загальна Божа благодать не спасає людину; вона не змінює серце людини, не веде до віри та покаяння. Людина, користуючись загальною благодаттю, ні на що не заслуговує перед Богом. Загальна благодать не народжує в серці людини віру, але дає можливість прийняти віру від Бога.

## Передумови загальної благодаті
Коли Адам та Єва згрішили, то вони водночас стали відокремленими від Бога. Все людство генетично успадкувало гріховну природу Адама та Єви.
- Бо заплата за гріх смерть, а дар Божий вічне життя в Христі Ісусі, Господі нашім! (Рим. 6:26)

В момент, коли людина згрішить, то Божа справедливість вимагає її відділення від Бога. Це є вічне покарання, відділення, вічний Божий гнів. При скоєнні кожного гріха, людина попадає в таку позицію перед Богом. Це також пережили янгели, коли збунтувалися проти Бога.
- Бо як Бог Янголів, що згрішили, не помилував був, а в кайданах темряви вкинув до аду, і передав зберігати на суд (2 Петр. 2:4)

Водночас, Адам і Єва не вмерли відразу після свого гріхопадіння, хоча вирок смерті розпочав дію в їх житті. Вони померли набагато пізніше. Всі інші люди також, як їх потомки, не вмирають в момент гріха, а набагато пізніше. Причиною цьому є загальна благодать. Бог незмінний в своїх благословеннях грішників, які заслуговують на смерть, а не лише людей спасенних. Але ці благословення не є складовими частинами спасіння. Це загальна Божа благодать. Не дивлячись на те, що ми всі за Божим Законом заслуговуємо на смерть, Бог являє нам Свою благодать і любов.
Але також існує благодать, яка спасає, тому що Бог Свою благодать проявляє різними способами. Загальна благодать відрізняється від благодаті, яка спасає, своїми наслідками. Загальна благодать не веде до спасіння, вона направлена на всіх людей. Загальна благодать також не випливає з жертви Христа.

## Приклади загальної благодаті

### Матеріальна сфера
Божа благодать розповсюджується на всю матеріальну сферу. Невіруючі люди живуть, завдячуючи цій благодаті. Земля не родить невіруючим лише бур'яни та колючки. Вона дає плід всім. І сонце світить всім, і злим, і добрим.{}
- А Я вам кажу: Любіть ворогів своїх, благословляйте тих, хто вас проклинає, творіть добро тим, хто ненавидить вас, і моліться за тих, хто вас переслідує, щоб вам бути синами Отця вашого, що на небі, що наказує сходити сонцю Своєму над злими й над добрими, і дощ посилає на праведних і на неправедних. (Мт. 5:44,45)
- За минулих родів попустив Він усім народам, щоб ходили стежками своїми, але не зоставив Себе Він без свідчення, добро чинячи: подавав нам із неба дощі та врожайні часи, та наповнював їжею й радощами серця наші. (Дії 14:16,17)
- І сталося, відколи він призначив його в домі своїм, і над усім, що він мав, то поблагословив Господь дім єгиптянина через Йосипа. І було благословення Господнє в усьому, що він мав, у домі й на полі. (Бут. 39:5)
- Господь підпирає всіх падаючих, усіх зігнутих Він випростовує! Очі всіх уповають на Тебе, і Ти їм поживу даєш своєчасно (Пс. 144:14,15)

### Інтелектуальна сфера
Диявол батько неправди і має одну ціль — руйнувати правду. Але, не дивлячись, що невіруючі духовно є дітьми диявола, вони не повністю раби обману. Невіруючі люди раціональні, мають знання. Кожна людина має можливість триматися правди. Невіруючі мають великі інтелектуальні здобутки.
- Світлом правдивим був Той, Хто просвічує кожну людину, що приходить на світ. (Ів. 1:9)
- бо, пізнавши Бога, не прославляли Його, як Бога, і не дякували, але знікчемніли своїми думками, і запаморочилось нерозумне їхнє серце. (Рим. 1:21)

Люди мають поняття про Бога, але не прикладають зусиль, щоб знайти Його. Апостол Павло, коли зустрічався із представниками лжерелігій, не говорив до них зверхньо, а шукав спільні точки дотику.
- Бо, проходячи та оглядаючи святощі ваші, я знайшов також жертівника, що на ньому написано: Незнаному Богові. Ось Того, Кого навмання ви шануєте, Того я проповідую вам. Бог, що створив світ і все, що в ньому, бувши Господом неба й землі, проживає не в храмах, рукою збудованих (Дії 17:23,24)

Загальна благодать Божа проявляється в тому, що всі люди можуть розуміти правду. Тому в світі існує швидкий розвиток науки та технологій.

### Моральна сфера
Дякуючи загальній благодаті, Бог стримує людство від глобального морального падіння. Павло каже, якщо кожна людина буде триматися зла і чинитиме зло, то Бог віддасть таку людину власній пожадливості. Але в більшості, люди не опускаються до найнижчої глибини свого зла, бо Бог проявляє Свою загальну благодать до них.
- Бо коли погани, що не мають Закону, з природи чинять законне, вони, не мавши Закону, самі собі Закон, що виявляють діло Закону, написане в серцях своїх, як свідчить їм сумління та їхні думки, що то осуджують, то виправдують одна одну (Рим. 2:14,15)

Кожна людина має здібність розрізняти добро і зло. Люди будуть погоджуватися і приймати певні моральні принципи і правду, навіть коли вони суперечать їхнім пожадливостям. В основі всіх Конституцій лежать 10 Заповідей. Своїм Законом Бог застерігає людей перед Судом, який наближається.

## Призначення загальної благодаті
1. Щоб ті, хто має бути спасенним, зміг покаятися. 
* То вміє Господь рятувати побожних від спокуси, а неправедних берегти на день суду для кари, а надто тих, хто ходить за нечистими пожадливостями тіла та погорджує владою; зухвалі свавільці, що не бояться зневажати слави (2 Петр. 2:9,10)
2. Бог демонструє Свою доброту та милосердя. Відстрочення дня Суду не значить, що Бог несправедливий чи слабкий. Це прояв Божого благословення для світу. 
* Тож любіть своїх ворогів, робіть добро, позичайте, не ждучи нічого назад, і ваша за це нагорода великою буде, і синами Всевишнього станете ви, добрий бо Він до невдячних і злих! (Лк. 6:35)
* Скажи їм Як живий Я, говорить Господь Бог, не прагну смерти несправедливого, а тільки щоб вернути несправедливого з дороги його, і буде він жити! Наверніться, наверніться з ваших злих доріг, і нащо вам умирати, доме Ізраїлів? (Єз.33:11) 
* Що хоче, щоб усі люди спаслися, і прийшли до пізнання правди. (1Тим.2:4)
3. Бог показує Свою справедливість. Бог спрямовує послання грішникам, щоб вони навернулися до Христа. 
* Або погорджуєш багатством Його добрости, лагідности та довготерпіння, не знаючи, що Божа добрість провадить тебе до покаяння? (Рим. 2:4)
* А ми знаємо, що скільки говорить Закон, він говорить до тих, хто під Законом, щоб замкнути всякі уста, і щоб став увесь світ винний Богові. (Рим. 3:19)
4. Бог розповсюджує загальну благодать, щоб показати Свою славу. В людях проявляються атрибути Бога. Тут йде мова про подобу людини до Бога. Хоча все знищено, через гріх, але ми все-одно віддзеркалюємо Божі атрибути. Деякі невіруючі навіть більше користуються загальною благодаттю, ніж віруючі. Вони можуть бути більш розумними, інтелігентними, здоровими, багатими тощо. Але це не значить, що їх Бог більше любить, чи що вони мають доступ до спасіння.